# I Do Not Hook Up
I Do Not Hook Up è il secondo singolo estratto dal quarto album della cantante statunitense Kelly Clarkson, All I Ever Wanted. La canzone, scritta da Katy Perry, Kara DioGuardi e Greg Wells, è stata resa pubblica nelle radio americane il 30 marzo 2009, ma era già trasmessa in precedenza dalle radio australiane. Nella tracklisting del CD All I Ever Wanted, I Do Not Hook Up è il secondo brano. La canzone è una cover del brano Hook Up di Katy Perry, proveniente dal suo album mai pubblicato, (A) Katy Perry.
La canzone ha ricevuto recensioni molto positivo da About.com, da Femalefirst.co.uk e da Billboard.com, eseguita, in quest'ultimo, da Wayne Roberts. Successivamente, anche Absolutepunk.net diede una recensione positiva sulla canzone, la quale finora ne ha ottenute solo di positive. Kelly Clarkson ha cantato la canzone live a Good Morning America il 20 marzo 2009 e all'episodio del 14 marzo 2009 della trasmissione Saturday Night Live. Ha inoltre esibito la canzone nel Regno Unito al The Album Chart Show, al The Tonight Show with Jay Leno il 12 maggio 2009 e al The Ellen DeGeneres Show il 14 maggio 2009.

## Video musicale
Il video musicale, diretto da Bryan Barber, è stato girato in marzo 2009. Sarà pubblicato su YouTube o reso disponibile in televisione nell'ultima settimana di aprile 2009. Non si sa ancora cosa è raffigurato nel video. Kelly Clarkson ha rivelato ad Access Hollywood in anteprima cosa sarà raffigurato nel video: "Sono andata fantasticando," dice la Clarkson "così la brava ragazza che sarebbe stata brava, nella mia fantasia, ama uscire coi ragazzi, e averli sempre attorno". Il video musicale avrebbe dovuto essere pubblicato il 20 aprile 2009 ma la sua uscita è stata anticipata al 18 aprile 2009.
Il video inizia con un pranzo all'aperto, alla quale anche la Clarkson è invitata, e dove si ride e si scherza. A un certo punto, un ragazzo stappa lo champagne, mentre la guarda come per sedurla, e lei ricambia lo sguardo. Con l'inizio del primo ritornello, lei immagina di dargli una spinta, buttandolo sul tavolo, e iniziando a baciarlo. Durante la seconda strofa e il secondo ritornello la Clarkson si trova in un locale dove canta live. Nella terza strofa, sempre nello stesso locale, nel quale però Kelly sta passando la serata con alcune amiche, nota un altro ragazzo che gioca a biliardo, quindi va a ballare sul bancone del bar, dal quale cade. La scivolata è dall'interruzione della musica, ma quest'ultima viene ripresa inaspettatamente quando Kelly si rialza di scatto e urla di gioia. Quindi, si avvicina al ragazzo, ormai sedotto... per poi scoprire che in realtà non si è mai mossa dal suo tavolo, da dove continua a guardarlo, ridendo con le amiche.
Dal 17 aprile 2009 ad oggi il video postato dal canale ufficiale di Kelly Clarkson su YouTube ha ottenuto più di 1.700.000 visualizzazioni.

## Tracce
CD single (88697-524492)
1. I Do Not Hook Up - 03:20
2. I Do Not Hook Up (Instrumental Version) - 03:20

Maxi CD single (88697-524502)
1. I Do Not Hook Up - 03:20
2. I Do Not Hook Up (Instrumental Version) - 03:20
3. My Life Would Suck Without You (Chriss Ortega Radio Mix) - 03:40
4. My Life Would Suck Without You (F&L Radio Edit) - 03:53

## Successo commerciale
La canzone è debuttata nella classifica del singoli britannici al numero 174 subito dopo la pubblicazione dell'album All I Ever Wanted, pur avendo migliori risultati sulla radio, e, dopo varie settimane fuori dalle classifiche, rientra al numero 99, fino a raggiungere il numero 36. Negli Stati Uniti, la canzone è debuttata nella classifica Bubbling Under Hot 100 al numero 20, e, dopo due settimane fuori dalle classifiche, è ritornata al numero 9 della B.U. Hot 100, e nella Pop 100 al numero 73, per poi avere meno successo per due settimane e tornare ad aumentare fino al numero 12 e nella Hot 100 al numero 120, fino a raggiungere il numero 20. Anche in Australia ha avuto dei buoni risultati: nella settimana del 25 aprile 2009, è debuttata al numero 61, fino a raggiundere la posizione 15. Ha riscosso un discreto successo anche in classifiche minori come la Top 40 Mainstream, debuttata il 25 aprile 2009 alla posizione 36, per poi raggiungere il numero 8, e la Pop 100 Airplay, debuttata il 18 aprile 2009 al numero 57 e aumentata al numero 43 il 25 aprile, per poi arrivare fino al numero 8. In Europa la canzone è arrivata al numero 81. La settimana del 9 maggio 2009 è stata molto fruttuosa per la canzone: in tutte le classifiche è salita di qualche posizione, ed è entrata in quattro classifiche: Hot Digital Songs, Hot Digital Tracks, Hot Adult Top 40 e Hot Videoclip Tracks, rispettivamente alle posizioni 41, 40, 31 e 8, tutte aumentate nelle settimane successive. Debutta poi al numero 31 nei Paesi Bassi per raggiungere il numero 19, in Irlanda al numero 33, dove raggiunge il numero 30, in Nuova Zelanda al numero 31 e in Canada al numero 65 per poi raggiungere, lentamente, il numero 15. Verso fine maggio I Do Not Hook Up inizia ad avere un discreto successo in Europa: entra nelle classifiche della Germania, dell'Estonia e della Svezia. La canzone ha fatto il suo debutto nella classifica italiana il 20 agosto 2009, facendo della canzone il suo secondo singolo ad entrarvi dopo Since U Been Gone nel 2006.

## Classifiche
| Classifica (2009)      | Posizione massima |
| ---------------------- | ----------------- |
| Australia              | 9                 |
| Austria                | 68                |
| Canada                 | 15                |
| Europa                 | 81                |
| Estonia                | 8                 |
| Germania               | 53                |
| Irlanda                | 30                |
| Nuova Zelanda          | 31                |
| Paesi Bassi            | 19                |
| Regno Unito            | 36                |
| Russia                 | 281               |
| Svezia                 | 30                |
| U.S. Billboard Hot 100 | 20                |
| U.S. Billboard Pop 100 | 12                |

## Date di pubblicazione
| Paese       | Data di pubblicazione | Formato               | Etichetta            |
| ----------- | --------------------- | --------------------- | -------------------- |
| Australia   | 30 marzo 2009         | Airplay               | Sony Music           |
| Regno Unito | 13 aprile 2009        | Airplay               | RCA Label Group (UK) |
| Europa      | 13 aprile 2009        | Airplay               | Sony Music           |
| Stati Uniti | 14 aprile 2009        | Airplay               | RCA Records          |
| Mondo       | 18 aprile 2009        | Video musicale        | RCA Label Group      |
| Australia   | 1º maggio 2009        | CD, download digitale | Sony Music           |
| Germania    | 22 maggio 2009        | CD, download digitale | RCA Int. (Sony BMG)  |
| Regno Unito | 1º giugno 2009        | CD, download digitale | RCA Label Group (UK) |